# Lamontichthys
Lamontichthys ist eine Gattung der Harnischwelse (Loricariidae) die in Südamerika beheimatet ist.

## Merkmale
Zu den geschlechtsspezifischen Unterschieden bei Lamontichthys gehören vergrößerte Odontoden der Brustflossenstacheln bei ausgewachsenen Männchen. Alle Arten von Lamontichthys besitzen eine Brustflosse mit sieben Brustflossenstrahlen, im Gegensatz zum Rest der Loricariinae-Arten, die eine Brustflosse mit nur sechs Brustflossenstrahlen besitzen.

## Verbreitung und Lebensraum
Lamontichthys sind im nordwestlichen Teil von Südamerika verbreitet, vor allem im oberen Teil des Amazonas, in Ausläufern des Orinoco sowie in der Region des Maracaibo-Sees. Arten dieser Gattung besetzen dieselbe ökologische Nische wie die der Harttia. Sie leben hauptsächlich im Hauptstrom von Flüssen mit sandigem und steinigem Boden.

## Ökologie
Lamontichthys ist ein Offenbrüter; Eier werden auf offenen Oberflächen wie Felsen, versunkenem Holz oder Pflanzen abgelegt und sind der Strömung ausgesetzt. Die Weibchen legen während jedes Laichvorgangs einige für die Gattung große Eier gelblicher Färbung (1,4–1,8 Millimeter im Durchmesser).

## Taxonomie
Die phylogenetische Position von Lamontichthys ist unbestimmt.
Es wird angenommen, dass es sich um einen Ast der Harttia handelt, wobei Lamontichthys wesentlich mehr Gemeinsamkeiten mit Pterosturisoma microps der monotypischen Gattung Pterosturisoma aufzeigen, die sich von Lamontichthys nur durch die Anzahl der Brustflossenstrahlen unterscheiden.
Derzeit sind sechs Arten dieser Gattung bekannt:
- Lamontichthys avacanoeiro de Carvalho Paixão & Toledo-Piza, 2009
- Lamontichthys filamentosus La Monte, 1935
- Lamontichthys llanero Taphorn & Lilyestrom, 1984
- Lamontichthys maracaibero Taphorn & Lilyestrom, 1984
- Lamontichthys parakana de Carvalho Paixão & Toledo-Piza, 2009
- Lamontichthys stibaros Isbrücker & Nijssen, 1978

## Referenzen
- Lamontichthys auf Fishbase.org (englisch)

1. 1 2 3 4 5  Raphael Covain: The genera of the Neotropical armored catfish subfamily Loricariinae (Siluriformes: Loricariidae): a practical key and synopsis. In: Zootaxa. 1462. Jahrgang, 2007, S. 1–40 (mapress.com [PDF]). (Mitautorin: Sonia Fisch-Muller)